# Tiora
Tiora is een geslacht van vlinders van de familie Lycaenidae, uit de onderfamilie Lycaeninae.

## Soorten
- T. devanica (Moore, 1874)
- T. sebrus (Hübner, 1824)